# Tomasz Karwowski
Tomasz Karwowski (ur. 1 stycznia 1960 w Ornecie, zm. 14 maja 2018 w Jabłonnie) – polski polityk, poseł na Sejm I i III kadencji.

## Życiorys
Syn Józefa i Janiny. Jego ojciec był oficerem Narodowych Sił Zbrojnych. Ukończył w 2000 studia Wyższej Szkole Pedagogicznej.
W 1981 był wśród organizatorów strajku w Hucie Katowice. Od 1990 do 1994 był radnym Dąbrowy Górniczej. W wyborach w 1991 uzyskał po raz pierwszy mandat poselski z ramienia Konfederacji Polski Niepodległej.
Po zakończeniu kadencji w 1993 pracował jako asystent posłów KPN. Partię tę opuścił w połowie lat 90., przechodząc do utworzonej przez Adama Słomkę KPN-OP. W 1997 z listy krajowej Akcji Wyborczej Solidarność wybrano go na posła III kadencji, z klubu parlamentarnego tego ugrupowania odszedł w 1998.
Działał następnie w Alternatywie Ruchu Społecznym, z ramienia którego bez powodzenia w 2001 ubiegał się o reelekcję. W tym samym roku został jednym z wiceprzewodniczących Alternatywy Partii Pracy, powstałej z przekształcenia ARS. Był nim do 2004, kiedy APP przemianowała się na Polską Partię Pracy. Wycofał się później z działalności politycznej.
Został pochowany 17 maja 2018 na cmentarzu w Świętajnie na Mazurach.